# Antiphytum parryi
Antiphytum parryi là loài thực vật có hoa trong họ Mồ hôi. Loài này được S.Watson mô tả khoa học đầu tiên năm 1882.